# Račič
Račič je priimek več znanih oseb:
- Blaž Račič (*1974), župan Jesenic
- Božo Račič (1887—1980), organizator in propagator domače obrti, etnolog
- Ida Knez Račič (1960—2025), geografinja, bibliotekarka, bibliografka
- Manca Račič (*1993), etnologinja in kult. antropologinja (FF UL)
- Marko Račič (1920—2022), atlet, olimpijec
- Mojca Račič Simončič (*1957), etnologinja, bibliotekarka
- Vili (Viljem) Račič (1920—1988), mariborski gostinec, avtor Pohorske omlete